# Caladeniinae
Caladeniinae é uma subtribo de orquídeas classificada na tribo Diurideae, composta por espécies terrestres, presentes principalmente na Austrália e Nova Zelândia, além de algumas espécies em Java, Sulawesi e outras pequenas ilhas próximas, muitas vezes em áreas restritas, dispersas por ambientes diversos que variam em conformidade com os  gêneros.
A caracterização de Caladeniinae entre as Diurideae, tribo à qual pertence, dá-se por serem as únicas plantas a apresentarem ao mesmo tempo todas as seguintes qualidades: serem plantas compostas por sistema subterrâneo quase sempre composto por raízes com tubérculos carnosos, e parte aérea anual formada por caules e ou folhas e inflorescências, recobertos por tricomas de células basais intumescidas.
Caladeniinae é composta por cerca de trezentas e quinze espécies divididas por onze gêneros os quais, além das características acima enumeradas, tem tubérculos formados por diversas camadas de fibras, folhas solitárias, inflorescências racemosas ou solitárias com flores ressupinadas de segmentos semelhantes, labelo móvel, trilobado com glândulas variadas, coluna apoda, geralmente sem polinário e com quatro ou oito polínias. Os gêneros de Caladeniinae podem ser reconhecidos da seguinte maneira:

## Publicação e sinônimos
- Caladeniinae Pfitzer, Entwurf Anordn. Orch., 97 (1887), as Caladeniae.

Tipo: Caladenia R.Br. (1810).
Sinônimos: Geoblasteae auct. non Barb.Rodr., Burns-Balogh & Funk, Smiths Contr. Bot., 61: 1-71 (1986).
Adenochilinae Clem. & Jones, Orchadian. 13:502–503 (2002).
Eriochilinae Clem. & Jones, Orchadian. 13:502–503 (2002).

## Gêneros
- Adenochilus é o único gênero sem tubérculos radiculares, substituídos por rizoma dos quais emergem os caules, é também o único gênero com mais de um caule por planta.
- Aporostylis   é o único gênero que geralmente apresenta duas folhas por broto.
- Caladenia apresentam folhas alongadas recobertas por pilosidades, labelo com calos alinhados pelo menos até a metade do disco, tubérculos apenas parcialmente recobertos por uma túnica fibrosa e flores que não reagem às condições climáticas.
- Cyanicula têm folhas ovaladas recobertas por pilosidades, labelo com calos alinhados pelo menos até a metade do disco, tubérculos completamente recobertos por uma túnica fibrosa e flores que só se abrem completamente quando faz calor.
- Elythranthera apresentam folhas recobertas por pilosidades, flores brilhantes, labelo muito pequeno, com calos apenas na base, e coluna com asas até a altura da antera.
- Ericksonella flores brancas, com numerosas papilas violeta exteriormente, e sépalas dorsais de margens curvas para dentro na porção intermediária, labelo profundamente tri-lobulado, com ápice amarelo.
- Eriochilus é o único gênero no qual o labelo tem lâmina carnosa, com tufos de pilosidades glandulares, e forma um tubo estreito com a coluna.
- Glossodia apresentam folhas recobertas por pilosidades, flores foscas, labelo bem desenvolvido, com calos apenas na base, e coluna com asas que terminam antes da antera.
- Leptoceras tem as folhas quase lisas, isto é, quase sem pilosidades, e flores de pétalas clavadas recobertas por glândulas avermelhadas.
- Pheladenia folhas pouco pubescentes, flores azuis ou brancas om labelo forrado de calos estreitos de dois tipos, os basais altos e pubescentes os apicais mais aglomerados.
- Praecoxanthus é o único gênero em que as folhas estão ausentes a partir do momento em que as plantas atingem tamanho suficiente para florescer. As folhas somente existem em plantas jovens e são as únicas a apresentarem venulações esbranquiçadas.

## Desenvolvimentos recentes
A subtribo Caladeniinae já incluiu diversos outros gêneros hoje classificados em subtribos diferentes. Mesmo tendo sido esclarecidos quais são os grupos monofiléticos de gêneros, ou subtribos, em Diuridae, ainda não existe consenso sobre a circunscrição de cada um desses grupos. Alguns autores preferem incluir mais gêneros nesta subtribo Caladeniinae, enquanto outros criam mais subtribos para classificar alguns desses gêneros. Por exemplo Jones e Clements, classificam Eriochilus e Adenochilus em suas própria subtribos. A tendência parece ser a de manter um conceito mais amplo de Caladeniinae, incluindo os gêneros citados. Tanto uma quanto outra maneira de dividir as subtribos de Diurideae supostamente não cria grupos polifiléticos.